# ابوالفضل بن شهردویر دیلمی

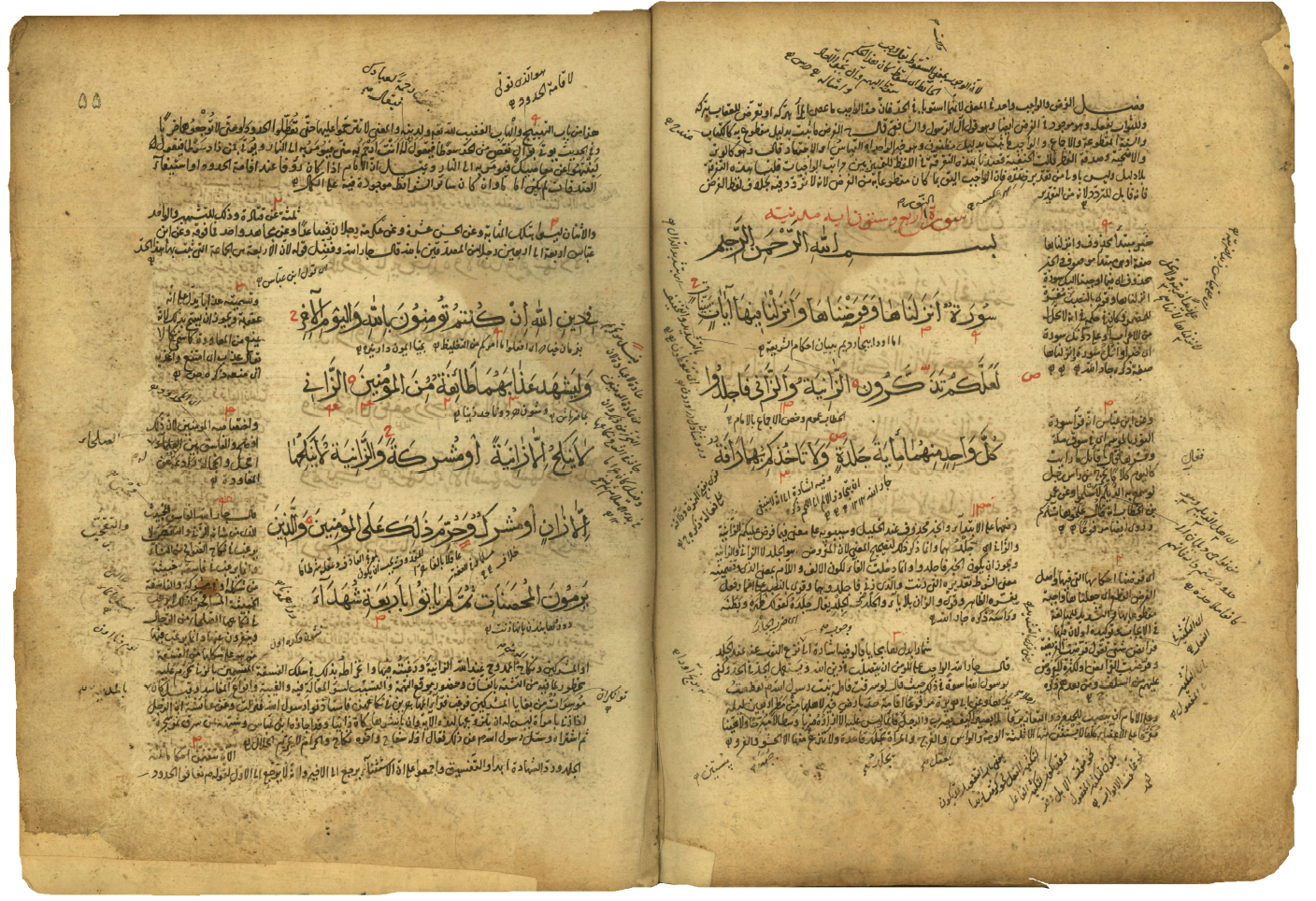
دو برگ از کتاب تفسیر نوشتهٔ ابوالفضل دیلمی

ابوالفضل بن شهردویر دیلمی الجیلانی نویسنده تفسیر کتاب‌الله است. او در روستای «مرکال» یا «مرقان» به دنیا آمده و دارای مذهب زیدیه از شاخه ناصریه بوده‌است. وی در خانواده‌ای می‌زیسته که پدر و پدربزرگش هم از عالمان زیدی بودند. کتاب او یک تفسیر قرآن است که بنا بر تفسیر کشاف زمخشری نوشته شده.
افزون بر تفسیر قرآن، کتاب دیگری در کلام با عنوان دلائل التوحید که به وی نسبت داده‌اند. گویا او گرایش زیادی به کلام داشته‌است.

## خانواده
پیش از این اطلاعات چندانی از نویسندهٔ تفسیر کتاب‌الله موجود نبود؛ تا این که بنا بر نقل‌های آقا بزرگ تهرانی مشخصات «ابوالفضل بن شهردویر دیلمی» مشخص شد. آقا بزرگ نسخه‌ای کامل از این اثر را در نجف یافته بود و از کتابی به نام مطلع البدور بهره برده که خود این کتاب نقلی از نوشتهٔ «یوسف حاجی دیلمی» است. بنا بر این اطلاعات، وی از یک خاندان زیدی در دیلمان بوده که برخی از خویشاوندانش نیز دارای تألیفاتی هستند و خود در قرن هشتم هجری در روستای «مرکال» یا «مرقان» می‌زیسته‌است. ابوالفضل دیلمی همچنین کتاب کلامی دیگری با نام دلائل التوحید نیز نوشت. پدر او، شهردویر، صاحب کتاب لوایج الاختیار و پدربزرگش، بهاءالدین یوسف، دارای تفسیر مجزایی بر قرآن بوده‌اند. همچنین آقا بزرگ «شهردویر» را به معنای «دبیر شهر» یا «عالم بلاد» معنا کرده‌است.
ابن ابی الرجال در مطلع البدور از دانشمندی زیدی در شمال ایران به نام «یوسف بن الحسن بن أبی القاسم الدیلمی المرقانی» نام برده و گفته او در «بکیل» مدفون است. این نویسنده همچنین از تفسیر قرآن او و نیز سمط الدرر که شرحی بر التحریر اثر ابوطالب هارونی در فقه بوده، نام برده‌است. او همچنین عمدة الوالی (یا شاید عمدة وافی) و نیز سیرة الأئمة را هم نوشته. ابن ابی الرجال در اینجا می‌نویسد که یوسف بن الحسن الدیلمی فرزند دانشمندی دارد به نام «شهر دَویر» که او هم صاحب کتابی است به نام لوائح الاختیار فی بحث الروح والنور وعذاب القبر. احتمال بسیار دارد که مقصود از سیرة الأئمة همان متنی باشد که به عنوان پاسخ یوسف بن أبی الحسن الجیلانی در سال ۶۰۷ ق به عنوان پاسخ عالم زیدی یمن، عمران بن الحسن بن ناصر العذری الهمدانی، نوشته شده و آن را ویلفرد مادلونگ در أخبار أئمة الزیدیة پیشتر منتشر کرده‌است. ابی الرجال همچنان می‌نویسد که شهردَویر دو فرزند داشته به نام‌های «ابو الفضل»، که صاحب دلائل التوحید در علم کلام بوده و نیز تفسیر قرآن. او فرزند دیگری هم داشته به نام «اسماعیل».
ابراهیم بن القاسم الشهاری صاحب طبقات الزیدیة الکبری نیز می‌گوید یوسف بن الحسن، پدربزرگ ابوالفضل دیلمی، با منصور بالله عبدالله بن حمزه، از امامان زیدی در یمن، بیعت کرده بود. بنا بر نوشته‌های منصوربالله، یوسف بن أبی الحسن در تاریخی میان ۶۰۷ تا ۶۱۴ ق درگذشته است. نامه‌نگاری‌هایی میان منصور بالله و یوسف بن الحسن وجود داشته که در تاریخ زیدیان مشهور است. از این نامه‌ها بر می‌آید که یوسف بن الحسن از رهبران زیدیان ناصری در شمال ایران بوده باشد.

## عقاید
بنا بر مطالبی که در تفسیر آمده‌اند، مشخص است که ابوالفضل دیلمی یک شیعه زیدی بوده‌است؛ چنان‌که علاقه ویژه‌ای به زید بن علی نشان داده و آرا و روایاتش را بیان می‌کند، تنها یکی از فرزندان علی بن ابی‌طالب را جانشین او می‌داند، پس از نام ائمه زیدی «ع» (کوتاه‌شدهٔ علیه‌السلام) می‌گذارد و در مسائلی چون «خالی نبودن زمانه از حجت» و «رجعت» نظرات شیعیان امامی را مردود می‌داند و همچنین توجه خاصی به ناصرالحق اطروش دارد. از آخرین مورد می‌توان حدس زد که وی از زیدیان ناصری بوده‌است.